# Concierto para violín (Schumann)
El concierto para violín en re menor, WoO 23 es una pieza concertante para violín y orquesta escrita por Robert Schumann en 1853. Permaneció durante mucho tiempo en el olvido hasta que en 1937 se publicó y estrenó póstumamente. La obra está dedicada a Joseph Joachim.

## Historia

### Composición
La composición se desarrolló entre el 21 de septiembre y el 3 de octubre de 1853 en Düsseldorf. El 1 de octubre, el joven Johannes Brahms entra en la vida de Schumann y al parecer Robert compuso el final del concierto en tres días: 1-3 de octubre, tras conocer a Brahms. Este fue su único concierto para violín y una de sus últimas composiciones importantes. La dedicatoria de la pieza es para el violinista Joseph Joachim. Previamente había terminado otra obra para Joachim, la Fantasía en do mayor, Op. 131. Más tarde, en octubre colaboró con su nuevo amigo Brahms y su alumno Albert Dietrich en la Sonata F-A-E para violín y piano, también dedicada a Joachim.
Schumann escribió siete obras concertantes, entre las que se encuentran sus tres conciertos para instrumento solista y orquesta —el Concierto para piano, Op. 54 (1841); el Concierto para violonchelo, Op. 129 (1850) y Concierto para violín, WoO 23 (1853), además de las piezas de concierto de forma libre como Konzertstück op. 86, op. 92 y op. 134. De ellas sólo el Concierto para piano y el Concierto para violonchelo encuentran una representación regular en los programas de conciertos y grabaciones. Por su parte, el Concierto para violín permaneció desconocido para todos, excepto para un círculo muy reducido, durante más de 80 años después de su escritura.

### Interpretaciones

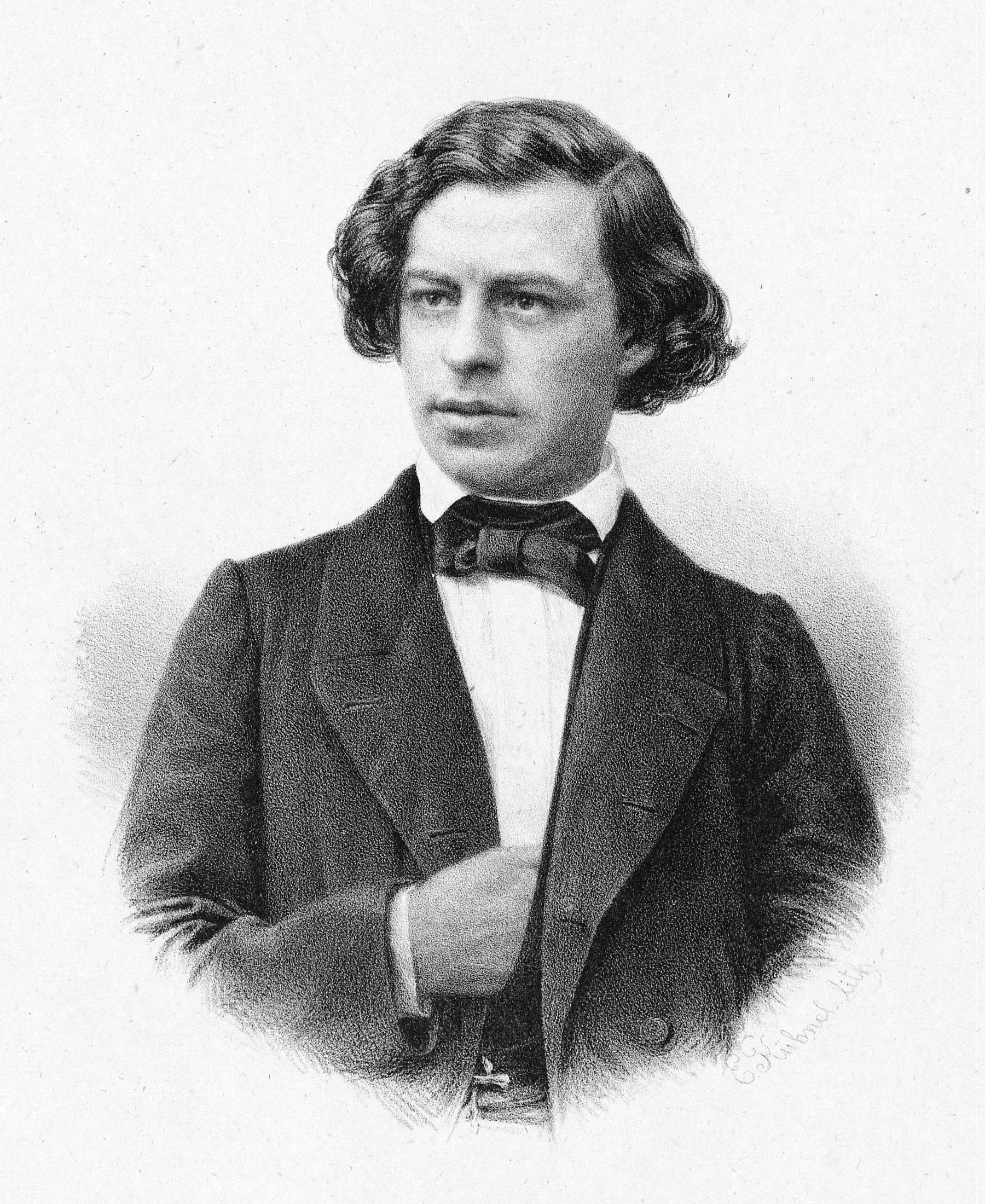
Joseph Joachim retratado por Kühnel.

El estreno no llegó hasta 1937 ya que encontró numerosos obstáculos y fue objeto de reticencias por su asociación con la salud mental de su autor.

#### Obstáculos al estreno
Aunque Joachim interpretó en público la Fantasía en do mayor, nunca llegó a hacer lo mismo con el Concierto para violín. Tras tocarlo para Schumann en octubre de 1853 con la Orquesta de la Corte de Hannover (de la que era concertino), el violinista conservó el manuscrito durante el resto de su vida. Tras el intento de suicidio de Schumann en febrero de 1854 y su posterior declive y muerte en un sanatorio mental de Endenich, Joachim sospechó que el concierto era producto de la locura del maestro y consideró que la música era enfermiza. Tras la muerte de Schumann en 1856, Joachim expresó a su viuda Clara su descontento por los "espantosos pasajes para violín". Clara reaccionó pidiendo al músico que reescribiera el último movimiento, cosa que nunca hizo. Andreas Moser, que fue el biógrafo del violinista, reprodujo una carta en la que Joachim comentaba que este concierto mostraba:

«cierto agotamiento, que intenta exprimir los últimos recursos de energía espiritual, aunque ciertos pasajes individuales dan testimonio de los profundos sentimientos del artista creador.»

Cuando Joachim finalmente interpretó el concierto en privado en 1858 en Leipzig, Brahms lo encontró tan insatisfactorio que decidió no incluirlo en la Edición completa de las obras de Schumann, que estaba editando en ese momento. Clara, Brahms y Joachim decidieron que la obra nunca se publicaría. La obra se mantuvo en secreto durante todo el resto del siglo XIX. Sin embargo, Brahms publicó en un volumen suplementario de la Edición Schumann "El último pensamiento musical de Schumann", un tema sobre el que el compositor había empezado a componer variaciones a principios de 1854. Schumann llegó a creer que el tema le había sido dictado por los espíritus de Mendelssohn y Schubert, dejando de reconocer que se trataba de una melodía que había utilizado en el movimiento lento del Concierto para violín. Brahms también escribió un conjunto de variaciones sobre este tema, su Opus 23.

#### Voces de espíritus
Joachim murió en 1907 y en su testamento declaró que la obra no debía tocarse ni publicarse hasta 100 años después de la muerte del compositor, es decir, hasta 1956. Muchos años después el hijo del violinista vendió el manuscrito del concierto en la Biblioteca Estatal de Prusia en Berlín. En marzo de 1933 durante una sesión espiritista en Londres a la que asistieron las dos sobrinas nietas de Joachim, las hermanas violinistas Jelly D'Arányi y Adila Fachiri, una voz de un espíritu que se identificaba como Robert Schumann pidió a la señorita d'Arányi que recuperara una obra suya inédita (de la que decía no tener conocimiento) y que la interpretara. En un segundo mensaje, esta vez del espíritu de Joachim, se les dirigía a la Biblioteca Estatal de Prusia.

#### Participación de Menuhin

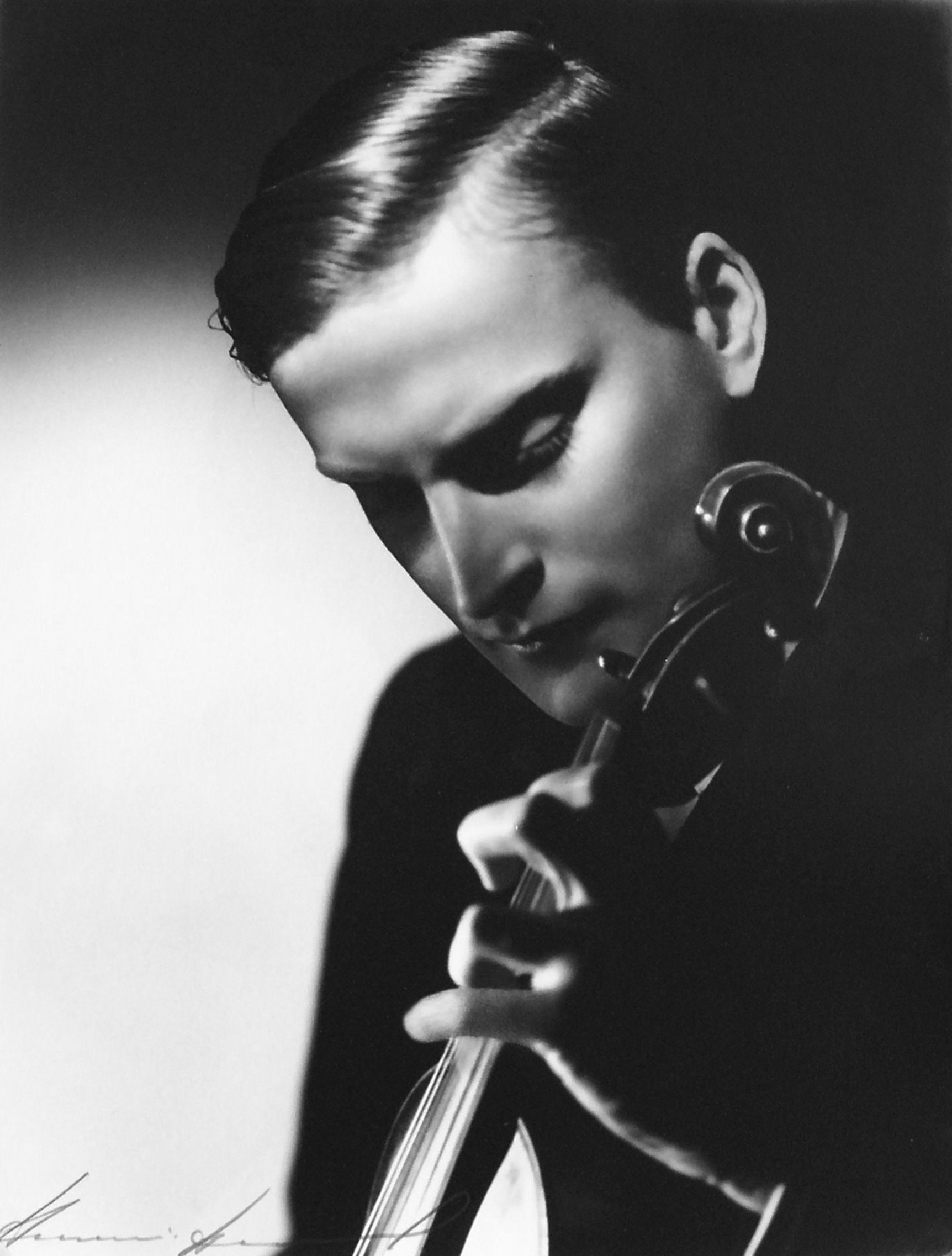
Yehudi Menuhin retratado por Annemarie Heinrich en 1941.

Durante cuatro años no se volvió a saber nada más hasta que en 1937 Schott Music, la editorial de música de Mainz, envió una copia de la partitura a Yehudi Menuhin pidiéndole una opinión. Éste la interpretó con Hephzibah Menuhin y en julio de ese mismo año informó al director Vladimir Golschmann de que era el eslabón perdido históricamente de la literatura para violín entre Beethoven y Brahms. Menuhin planeaba hacer el estreno mundial en San Francisco y lo anunció para el 3 de octubre, pero fue interrumpido por la aparición de Jelly d'Aranyi, que reclamó para sí el derecho de estreno basándose en los mensajes espiritistas.

#### Primeras interpretaciones y grabaciones
Todo esto no sirvió de nada, ya que los derechos de autor mundiales de la obra pertenecían a Alemania y el gobierno alemán insistió en que el estreno mundial corriera a cargo de un alemán. Georg Kulenkampff había trabajado en la partitura con cierto detalle para hacerla ejecutable, junto con Georg Schünemann y Paul Hindemith, quien preparó la reducción para violín y piano, a pesar de que sus propias obras estaban prohibidas en Alemania. Finalmente el estreno tuvo lugar el 26 de noviembre de 1937 ante las autoridades nazis Robert Ley y Joseph Goebbels con la interpretación a cargo de Georg Kulenkampff con la Filarmónica de Berlín dirigida por Karl Böhm. Poco después se grabó de la primera interpretación. Lo que durante décadas se había considerado un fracaso, ahora, por razones políticas, se anunciaba como una obra maestra, incluso como sustituto del popular Concierto para violín de Mendelssohn, ya que su interpretación estaba prohibida debido a las raíces judías del compositor.
Yehudi Menuhin a quien, como judío ruso-estadounidense, no se le había permitido estrenar en Alemania; ofreció la segunda interpretación en la versión con acompañamiento de piano junto con Ferguson Webster en el Carnegie Hall de Nueva York el 6 de diciembre de 1937. Repitió con la Orquesta Sinfónica de San Luis bajo la batura de Golschmann el 23 de diciembre.
Jelly D'Aranyi, por su parte, ofreció la primera interpretación en la sala de conciertos Queen's Hall de Londres con la Orquesta Sinfónica de la BBC. Robert Elkin comenta lo siguiente sobre dicha interpretación:

«También se escuchó, tras algún retraso y mucha publicidad anticipada, el recién descubierto concierto para violín de Schumann; de este funesto fiasco, cuanto menos se diga mejor.»

El concierto se fue haciendo poco a poco un hueco en el repertorio concertístico y ahora está reconocido como una obra relevante del compositor. El violinista austriaco Thomas Zehetmair retomó el manuscrito original de Schumann para una grabación realizada en 1988, en la que corrigió muchos errores de la edición publicada.

## Instrumentación
La partitura está escrita para violín solista y una orquesta formada por 2 flautas, 2 oboes, 2 clarinetes en si bemol, 2 fagotes, 2 trompas en fa, 2 trompetas en si bemol, timbales y sección de cuerdas.

## Estructura y análisis
La obra consta de tres movimientos:
- I. In kräftigem, nich zu schnellen tempo, en re menor 2
2
- II. Langsam, en si bemol mayor 4
4
- III. Lebhaft, doch nicht schnell, en re mayor 3
4

La interpretación de la pieza tiene una duración aproximada de 30 minutos. El Concierto para violín de Schumann es una grandiosa réplica en modo menor al Concierto para violín de Beethoven.

### I.In kräftigem, nich zu schnellen tempo
El primer movimiento lleva la indicación de tempo In kräftigem, nich zu schnellen tempo que significa "Con ritmo enérgico, no demasiado rápido". Está escrito en la tonalidad de re menor, en compás de 2/2 y sigue la forma sonata con un enfoque "relajado", en la que el conflicto tonal ya no es una preocupación primordial. La pieza está concebida más en términos sinfónicos que concertantes. Su poderoso tema inicial domina el conjunto. A diferencia de los demás conciertos de este compositor, el de violín presenta un movimiento inicial basado en la doble exposición principal que encontramos en los conciertos del Clasicismo vienés. Ahora bien, Schumann no utiliza el material del ritornello como sus predecesores. Presenta el tema secundario en una nueva tonalidad, la relativa mayor (fa mayor), en lugar de reservar la modulación para la exposición solista como en la mayoría de los modelos vieneses. Cuando finalmente aparece la parte solista, lo hace con el primer tema, sin florituras introductorias y en la dominante. La sección central de desarrollo no es una "elaboración" en el sentido beethoveniano, sino una transformación del material temático, cuya repetitividad Joachim encontraba inquietante. El punto culminante de la recapitulación es el retorno del tema secundario en la parte solista, que incluye su propio acompañamiento de semicorcheas. Aunque el papel del violín es extremadamente exigente, su subordinación a un esquema "sinfónico" se ve acentuada por el hecho de que no hay cadenza. 

### II.Langsam
El segundo movimiento, marcado como Langsam que es "Lento", está escrito en si bemol mayor y en compás de 4/4. Se trata de un movimiento breve con el carácter de un intermezzo intensamente lírico que presenta un hermoso tema. Al recapitular este tema, el maestro lo hace una tercera por debajo y en modo menor, lo que le confiere aún mayor emotividad. Resulta sorprendente que Schumann no eligiera recordar la melodía del solista, ya que tenía la costumbre de aparecer en otros lugares: se parece a la línea vocal inicial de Frühlings Ankunft, Op. 79 n.º 19, a la sección central de "Vogel as Prophet" de Waldszenen, y al Allegro de la Sinfonía n.º 2 de Norbert Burgmüller, que Schumann había orquestado hacía poco tiempo. La melodía también es sorprendentemente similar a la que, según él, le había sido dictada por los espíritus de Schubert y Mendelssohn durante las alucinaciones que experimentó en el psiquiátrico en febrero de 1854, sobre las que escribió unas variaciones para piano (comúnmente denominadas, con cierta licencia poética, Geistervariationen, WoO 24). Brahms escribiría más tarde un conjunto de Variaciones sobre este tema. Pasa sin pausa al tercer movimiento.

### III.Lebhaft, doch nicht schnell
El tercer y último movimiento, lleva la indicación Lebhaft, doch nicht schnell que significa "Animado, pero no rápido", está escrito en la tonalidad paralela de re mayor y el ritmo pasa a ser ternario con un 3/4. Es un finale de sonata-rondó, vigoroso y danzado con un fuerte ritmo de polonesa. Cuenta con una vivaz apertura que conduce a un cierre brillante en re mayor. Como recurso unificador, Schumann acompaña el segundo tema con una variación de los compases iniciales del segundo movimiento. 

## Influencia
Albert Dietrich, que sin duda debió ver el Concierto para violín de su maestro en el mes de su finalización, compuso un Concierto para violín propio en 1874, también escrito para Joachim, que está en la misma tonalidad (re menor) y también tiene un final en ritmo de polonesa. Es posible que se viera influido por su conocimiento privado de la obra que no llegó a estrenarse.

## Discografía selecta
- 1964 – Henryk Szeryng, Orquesta Sinfónica de Londres, dir. Antal Doráti (Mercury).
- 1983 – Gidon Kremer, Orquesta Philharmonia, dir. Riccardo Muti.
- 1989 – Thomas Zehetmair, Orquesta Philharmonia, dir. Christoph Eschenbach (Teldec).
- 1994 – Gidon Kremer, Orquesta de Cámara de Europa, dir. Nikolaus Harnoncourt (en directo).
- 2005 – Joshua Bell, Orquesta de Cleveland, dir. Christoph von Dohnányi.
- 2015 – Isabelle Faust, Freiburger Barockorchester, dir. Pablo Heras-Casado (Harmonia Mundi).